# Magna Graecia
Magna Graecia (dob. »Velika Grčija«; starogrško Μεγάλη ῾Ελλάς, latinizirano: Megalê Hellas) je ime za regijo v antični južni Italiji in na Siciliji, ki so ju od 8. st. pr. n. št. kolonizirali grški naseljenci.
Magno Graecio so sestavljala številna neodvisna mesta oziroma države - polis, ki so se pogosto vojskovale med seboj.

## Nastanek
Od 8. st. pr. n. št. so začeli Grki naseljevati otoke v Egejskem morju, nato posamezne regije vzdolž obale južne Italije v bližini rek in izvirov na območju današnje Kalabrije, Kampanije, Bazilikate, Apulije ter jugovzhodnega dela Sicilije. Osnovali so številna mesta, med drugimi Taras,  Kyme, Metapont, Sybaris, Kroton, Rhegion, Pestum, Neapolis, ki so se s časom razširila in ustvarila nekakšne pod-kolonije, skupaj s katerimi so postala znana kot Magna Graecia. 
Tudi na Siciliji so Stari Grki osnovali kolonije: v prvem valu prihodov (osmo stoletje pr. n. št.) so nastali Naksos, Zankle, Leontinoi, Katane, Syrakousai), Megara Hyblaea in leta 688 pr. n. št. Ghelas; v drugem valu prihodov (sedmo in šesto stoletje pr. n. št.) Akrai, Kasmenai, Himera, Selinous, Kamarina in Akragas.

## Poimenovanje
Oznaka Magna Grecia ni nikoli pomenila določenega teritorija ali celo državne ureditve, temveč se je nanašala na prebivalstvo in kulturo grških kolonij v južni Italiji ter na ozemlje, ki ga je njihova kultura pokrivala. Ime je prvič zapisal Polibij v drugem stoletju pr. n. št., a grške kolonije so se že od 4. st. pr. n. št., v času največjega razcveta lokalne kulture in blaginje, začele imenovati Megále Hellás, latinsko Magna Graecia, to je Velika Grčija, najbrž zato, da bi poudarile svoje izjemne uspehe v primerjavi z matično Grčijo.
Stari Grki vsekakor niso šteli k tako imenovani Veliki Grčiji sicilskih kolonij, kot so pozneje storili rimski zgodovinarji in dober del modernih zgodovinarjev. Otoške posesti so bile znane pod imenom Sikelia (Σικελία) ali Grška Sicilija.

## Izseljevanje iz Grčije
Kolonizacija in izseljevanje v stari Grčiji nista pomenila, kar se danes razume za ta pojma. Kolonizacija ni bila mišljena kot osvajanje novih teritorijev in izseljevanje ni bilo zadnja možnost preživetja. Kakor "sveta pomlad" pri starih Rimljanih, je kolonizacija pomenila znižanje demografskega pritiska v originalnih skupnostih, v grškem primeru polisih, ki so bile geografsko zaključene enote. Odseljevali so se predvsem prebivalci premaganih mest, ki so morali v izgnanstvo, ali večje skupine družin, ki so zapuščale prenaseljeno polis. V tem slučaju je sama polis dajala sredstva, potrebna kolonistom za življenje v novi domovini: ladje, orožje, kmetijsko orodje, zaloge živeža, semena. 
Od osmega stoletja pr. n. št. dalje so izseljenci odhajali najprej na Egejske otoke, nato so se selili v južne predele Apeninskega polotoka. Vodja ekspedicije je bil oikist ali ekist (grško οἰκιστής oikistes, "ustanovitelj kolonije"), običajno zelo izkušen in poznan v svojem domačem mestu. Pogosto je izhajal iz aristokratske družine, ki ji je mestna uprava dala nalogo, da pripravi ekspedicijo v Italijo in druga območja Sredozemlja. Včasih so bili vodje ekspedicije tudi pustolovci brez doma, izkušeni navigatorji, ki so zbrali in vodili skupine iz različnih delov Grčije.
Po tradiciji je oikist pred ekspedicijo prosil zaščito grških božanstev, največkrat boga Apolona, katerega je v delfskem svetišču vprašal, kam naj gredo. Preko svečenikov mu je bog obljubil pokroviteljstvo in določil lokacijo nove domovine. Zgodovinski podatki o poteku selitev in o samih oikistih so skromni in nezanesljivi, ker so koloni večinoma mitizirali svoje prednike in posebno oikiste so častili kot heroje. Znani oikisti so bili na primer Arhias iz Sirakuz, Tukles iz Naxosa, Evarhos iz Katane, Falantos iz Tarasa.

## Razvoj Velike Grčije
Grška kolonialna mesta so se s časom razmnožila po vsej južni obali Apeninskega polotoka in večina od njih je postala mogočna in bogata. Kljub ekonomski neodvisnosti so vsa ta mesta ostala ideološko povezana z Grčijo, se pravi da so se tudi v novi domovini nadaljevala nasprotovanja med plemeni oziroma meščani raznih polis. Zaradi tega so bila mesta Velike Grčije v stalni medsebojni vojni, kjer se je v grobih obrisih obnavljala zgodovinska sovražnost med Atenami in Šparto.

### Kalabrija
Večja grška mesta v Kalabriji so bila :
- Rhegion (Ρήγιον), danes Reggio di Calabria
- Lokroi (Λοκροί), danes Locri
- Kroton (Κρότων), danes Crotone
- Kaulon (Καυλών), danes Monasterace pri Reggio Calabria
- Thurioi (Θούριοι), blizu Sybarisa
- Sybaris (Σύβαρις), danes Sibari
- Krimisa, med Sybarisom in Krotonom, danes Cirò [6]
- Veiponion ali Hipponion ( Ἱππώνιον), danes Vibo Valentia
- Metauros (Μεταύρος), danes Gioia Tauro
- Medma (Μέδμη), danes Rosarno
- Laos (Λάος), danes Santa Maria del Cedro
- Terina (Τερίνα), danes Lamezia Terme
- Petelia (Πετηλία), blizu Krotona
- Turii (Θούριοι), danes Sibari
- Temesa (Θέμψη), danes (verjetno) pri Lamezia Terme
- Skylletion (Σκυλλήτιον), danes Catanzaro

### Kampanija
Večja grška mesta v ¨Kampaniji so bila :
- Pithekoussai (Πιθηκούσσαι), danes Ischia
- Kume (Κύμη), danes Napoli
- Parthenope (Παρθενωπη), pozneje Nea Polis (Νεάπολις), danes Napoli
- Kapua (Καπύη), danes Santa Maria Capua Vetere
- Poseidonia (Ποσειδωνία), pozneje Paistom, pozneje Paestum blizu Salerna[6]
- Dikaiarhia (Δικαιαρχία), pozneje Pozzuoli, danes Napoli
- Hyele (῾Υέλη), pozneje Elea (Ελαία), danes Ascea pri Salernu
- Pixous (Πυξοῦς), danes Policastro pri Salernu

### Lukanija, danes Bazilikata
Večja grška mesta v Lukaniji (današnji Bazilikati) so bila:
- Metapontion (Μεταπόντιον), danes Metaponto
- Siris (Σῖρις), pozneje Herakleia, danes Nova Siri
- Herakleia (Ἡράκλεια), pozneje Polychoron (Πολύχωρον), danes Policoro
- Pistoikos, danes Pisticci
- Troilia in Obelanon, danes Ferrandina

### Apulija
Večja mesta v Apuliji so bila :
- Taras (Τάρας), danes Taranto
- Kallipolis (Καλλίπολις), danes Gallipoli
- Sidis (Σίδις) in Sìlbion (Σιλβìον), danes Gravina in Puglia
- Kanusion, danes Canosa di Puglia
- Apeneste (Απενήστε), danes Mattinata
- Argyrippa (Aργύριπποι) ali Argos Hippium (Άργος Ίπποι), danes Foggia

## Grške kolonije na Siciliji
Na Siciliji so Grki ustanovili več mest, ki jih sicer niso vključevali v Veliko Grčijo, vendar jih z njo povezuje skupna antična zgodovina. Zaradi različne usode, ki so jo pozneje sicilska mesta doživela od srednjega veka dalje, so bolje ohranila starogrške ostanke in so danes dragoceni kulturni dokazi, ki so se na apeninskih področjih izgubili. Glavna grška mesta na Siciliji so bila:
- Naxos (Νάξος), danes Giardini-Naxos
- Zankle (Ζὰγκλης), pozneje Messana (Μεσσάνα), danes Messina
- Syrakousai (Συράκουσαι), danes Siracusa
- Akragas (Άκραγας), danes Agrigento
- Gelas (Γέλων), danes Gela
- Katane (Kατάvη), danes Catania
- Leontinoi (Λεοντῖνοι), danes Lentini
- Hybla Mikrà (Ὕβλα μικρά), pozneje Mègara Hyblaia (Μέγαρα Ὑβλαία), danes Augusta
- Kamarina (Καμαρίνα), južno od Gelas
- Mylai, (Μύλαι), danes Milazzo
- Akrai (Ἄκραι), danes Palazzolo Acreide
- Himera (Ἱμέρα), danes Termini Imerese
- Selinus (Σελινοῦς), pozneje Selinunte, danes Castelvetrano
- Kasmenai (Κασμέναι), danes Comiso
- Herakleia Minoa (Ἡράκλεια Μινῴα), danes Cattolica Eraclea
- Lipara (Λιπάρα) ali Meligunis (Μελιγουνίς), danes otok Lipari

Posebej je treba omeniti, da je kolonija Sirakuze ustanovila pod-kolonije tudi izven Sicilije in izven Velike Grčije, in sicer:
- Ankon (Ἀγκών), danes Ancona
- Teate (Θεάτη) ali Tegeate (Θηγεάτη), danes Chieti
- Hatria (Ἀτρία), danes Adria

## Jezik
Za razumevanje zgodovine Grkov je treba upoštevati, da so bile polis države, ne samo mesta. To pomeni, da so bili prebivalci zvesti državljani svojega mesta in šele potem pripadniki skupnosti imenovane Hellas – Grčija. Mesta so se spopadala, sklepala zavezništva in mirovne pogodbe z isto miselnostjo, ki je v poznejših vekih vodila srednjeveške države in imperije, vse do modernih republik. To se je jasno pokazalo tudi pri kolonijah, kjer je bilo prvotnega pomena, odkod koloni prihajajo oziroma kateremu grškemu plemenu pripadajo. Za razliko od današnjih izseljencev, ki v novi domovini skušajo pozabiti na razlike med prebivalci različnih zapuščenih ozemelj, so Grki tudi v kolonijah ohranili kulturno dediščino svoje polis. 
To se je pokazalo tudi na razvoju grškega jezika v Veliki Grčiji. Glavna narečja antične grščine so bila
- atiško (Atene),

- jonsko (Egejska severna obala in otoki, južna Mala Azija),

- doriško (jugovzhodni Peloponez, Kreta, Rodos),

- eolsko (Tesalija, Tebe, severna Mala Azija) in

- zahodnogrško (Epir).

Zaradi tega se je v kolonijah, ki so jih ustanovili Korinčani, Špartanci in Rodošani (južna Sicilija in južna Apulija), uporabljal doriški dialekt; v kolonijah, ki so jih osnovali Atenci (današnja Kalabrija, Metapont), so govorili atiški dialekt; kolonije severovzhodne Sicilije so prevzele jonsko govorico.
Ta starodavna razlika v govorici je vplivala na grščino, ki se še danes uporablja kot manjšinski jezik v južni Italiji. Grško govoreči manjšini sta namreč dve, ena v Kalabriji (pribl. 2.000 govorcev) in ena v Apuliji (pribl. 10.000 govorcev). Kalabrijski Grki govorijo grecanico [grekàniko], Apulijski pa grico [griko], ki sta dve narečji moderne grščine. Jezikoslovci so mnenja, da sta se razvili iz atiškega in doriškega starega narečja, na katera je močno vplivala govorica srednjeveških priseljencev, to je pregnanih vernikov v dobi ikonoklazma (osmo stoletje) in ubežnikov pred bizantinskimi vojskami in dvornimi spletkami naslednjih stoletij.